# 도쿠시마 보르티스
도쿠시마 보르티스(일본어: 徳島ヴォルティス 도쿠시마 보루티스[*], Tokushima Vortis)는 J리그에 소속된 축구단으로 도쿠시마현을 연고지로 하고 있으며 현재 포카리스웨트 스타디움을 홈 구장으로 사용하고 있다. 팀 명칭 '보르티스'(Vortis)는 경기장이 위치한 나루토시 주변 나루토 해협의 명물인 소용돌이의 이탈리아어인 'Vortice'의 앞 세 글자와 '도사국'(Tosa), '이요국'(Iyo), '사누키국'(Sanuki)의 영문 앞글자를 따서 만들어졌으며 모기업은 오츠카 제약이다.

## 역사
1955년 오츠카 제약 축구단으로 창단하여 2005년 J리그에 입성한 뒤 2005년 J2리그로 승격하면서 지역민과의 유착을 강화하기 위하여 팀 명칭을 도쿠시마 보르티스로 바꾸었으며 유니폼 앞면에는 '포카리 스웨트'가 붙어 있다.
이후 J리그 디비전 2 2011에서 4위라는 구단 역사상 J2리그 역대 최고 성적을 거두었지만 3위 콘사돌레 삿포로에 승점 3점차로 밀리며 차기 시즌 J1리그 승격에 아깝게 실패했고 J리그 디비전 2 2012에서는 15위라는 부진한 성적으로 시즌을 마감했다.
그러나 J리그 디비전 2 2013에서는 2년만에 4위를 차지하며 J리그 승격 플레이오프에 올랐고 그 후 승격 플레이오프에서 제프 유나이티드 이치하라 지바와 교토 상가를 누르고 팀 사상 최초의 J1 승격을 확정했다.
그 후 J리그 디비전 1 2014에서는 18팀 중 최하위라는 처참한 성적으로 승격 1시즌만에 J2리그로 강등되면서 J1리그의 높은 벽을 실감했다가 J2리그 2020에서 구단 역사상 첫 J리그 우승과 함께 7년만의 J1리그 복귀에 성공했지만 J1리그 2021에서 20팀 중 17위에 그치며 1시즌만에 또 다시 J2리그로 강등되는 수모를 겪었다.

## 선수단

### 현재 선수 명단
참고: FIFA 자격 규정에 따라 소속된 국가대표팀 국기를 표시합니다. 선수는 복수의 FIFA 비회원국 국적을 가지고 있을 수 있습니다.
| 번호 | 포지션 | 국적 | 이름                   |
| ---- | ------ | ---- | ---------------------- |
| 1    | GK     |      | 이자와 타케시          |
| 2    | DF     |      | 푸쿠모토 요혜이        |
| 3    | DF     |      | 안토니오 데메로 산토스 |
| 4    | DF     |      | 푸지와라 코타로        |
| 5    | DF     |      | 이시 히데로            |
| 6    | MF     |      | 카를니호스             |
| 8    | FW     |      | 가키타니 요이치로      |
| 9    | FW     |      | 하세가와 유            |
| 10   | MF     |      | 오사키 준야            |
| 13   | MF     |      | 사사키 이키            |
| 14   | MF     |      | 하마다 타케시 (부주장) |

| 번호 | 포지션 | 국적 | 이름              |
| ---- | ------ | ---- | ----------------- |
| 15   | DF     |      | 이즈토 리쿠야     |
| 16   | FW     |      | 와타리 다키       |
| 17   | FW     |      | 야마사키 료고     |
| 18   | FW     |      | 사토 아키히로     |
| 19   | DF     |      | 우치다 유토       |
| 20   | DF     |      | 후쿠오카 쇼타     |
| 21   | GK     |      | 와타나베 야스히로 |
| 22   | DF     |      | 히로세 리쿠토     |
| 23   | MF     |      | 메카와 타이가     |
| 24   | MF     |      | 사사키 유지       |
| 25   | DF     |      | 토미카 다이스케   |
| 26   | DF     |      | 하시유치 유타     |
| 27   | MF     | 태국 | 챠킷 랍트라쿨     |
| 28   | MF     |      | 이자와 아스시     |
| 29   | GK     |      | 스기모토 다이치   |
| 31   | GK     |      | 하세가와 토루     |

- 현리오(2022 ~ )

## 역대 감독
| 감독                | 임기            |
| ------------------- | --------------- |
| 다나카 신지         | 1999 - 2006     |
| 고바야시 신지       | 2012 - 2015     |
| 리카르도 로드리게스 | 2016 - 2020     |
| 다니 포야토스       | 2021 - 2022     |
| 베냐토 라바인       | 2023 - 2023.8   |
| 요시다 다쓰마       | 2023.8 - 2024.3 |
| 마스다 고사쿠       | 2024.5 -        |